# Comuna Strilnîkî, Putîvl
Strilnîkî (în ucraineană Стрільники) este o comună în raionul Putîvl, regiunea Sumî, Ucraina, formată din satele Kahan, Rotivka și Strilnîkî (reședința).

## Demografie
Componența lingvistică a comunei Strilnîkî
     Ucraineană (51,29%)
     Rusă (48,39%)
Conform recensământului din 2001, majoritatea populației comunei Strilnîkî era vorbitoare de ucraineană (51,29%), existând în minoritate și vorbitori de rusă (48,39%).